# Líbano nos Jogos Olímpicos de Inverno de 1972
O Líbano competiu nos Jogos Olímpicos de Inverno de 1972, realizados em Sapporo, Japão.